# Хэнкс, Том
То́мас Дже́ффри (Том) Хэнкс (англ. Thomas Jeffrey (Tom) Hanks; род. 9 июля 1956, Конкорд, Калифорния, США) — американский актёр театра, кино, телевидения и озвучивания, продюсер, кинорежиссёр, сценарист и писатель.
Хэнкс начинал свою актёрскую карьеру с ролей на телевидении и комедийных фильмов, прежде чем добился признания в качестве драматического актёра и получил две премии «Оскар» в категории «Лучшая мужская роль» — за главные роли в фильмах «Филадельфия» (1993) и «Форрест Гамп» (1994), тем самым став одним из двух актёров в истории мирового кинематографа (наряду со Спенсером Трейси), удостоенных данной награды два года подряд.
Среди наиболее известных фильмов с участием Хэнкса — «Всплеск» (1984), «Большой» (1988), «Тёрнер и Хуч» (1989), «Их собственная лига» (1992), «Неспящие в Сиэтле» (1993), «Аполлон-13» (1995), «Вам письмо» (1998), «Спасти рядового Райана» (1998), «Зелёная миля» (1999), «Изгой» (2000), «Проклятый путь» (2002), «Игры джентльменов» (2004), «Облачный атлас» (2012), «Капитан Филлипс» (2013), «Спасти мистера Бэнкса» (2013), «Чудо на Гудзоне» (2016) и «Прекрасный день по соседству» (2019). Хэнкс также известен по роли Роберта Лэнгдона в экранизациях книг Дэна Брауна, и озвучиванию Шерифа Вуди в серии мультфильмов «История игрушек».
Хэнкс известен сотрудничеством с режиссёром Стивеном Спилбергом, и снялся в пяти его фильмах — «Спасти рядового Райана» (1998), «Поймай меня, если сможешь» (2002), «Терминал» (2004), «Шпионский мост» (2015) и «Секретное досье» (2017). Хэнкс и Спилберг также совместно работали над мини-сериалом «Братья по оружию» (2001), выступили продюсерами мини-сериалов «Тихий океан» (2010) и «Властелины воздуха» (2022).

## Ранняя жизнь
Томас Джеффри Хэнкс родился 9 июля 1956 года в городе Конкорд (штат Калифорния). Отец — англичанин, мать — португалка. Его отец был шеф-поваром местного ресторана, мать работала в больнице. Томми был в семье третьим ребёнком. Через пять лет после его рождения Хэнксы развелись, и по законодательству Калифорнии трёх детей (Тома, Ларри и Сандру) забрал отец. Уже в юности Том Хэнкс проявил незаурядные актёрские способности и умение завоёвывать внимание окружающих неподражаемым чувством юмора. Поступление в Калифорнийский университет в Сакраменто явилось для него вполне логичным шагом. Том Хэнкс однако оставил учёбу, как только получил предложение войти в состав небольшой актёрской группы, выступавшей в Кливленде.

## Карьера
В кино Том Хэнкс начал сниматься в 1980 году. Дебютом стал фильм «Он знает, что вы одни». Но подлинное его «открытие» свершилось лишь через четыре года, когда на экраны вышла романтическая комедия «Всплеск». Одна из самых красивых блондинок Голливуда Дэрил Ханна исполнила роль русалки, случайно заплывшей в огромный город. В ту пору ещё по-мальчишески хрупкий и кудрявый Том Хэнкс сыграл продавца, полюбившего странную незнакомку. В финале влюблённые уплывали в океан, подальше от бездушного холодного мира.
Хэнкса стали часто снимать, однако прошло четыре года, прежде чем Том Хэнкс вновь заставил говорить о себе. Это случилось в связи с картиной «Большой», в которой он сыграл героя с телом мужчины и разумом ребёнка. Необычный сюжет позволил актёру продемонстрировать мягкий юмор и теплоту, неотделимые от его творческой индивидуальности. Роль принесла ему «Золотой глобус» и первую номинацию на «Оскар». Немалый успех выпал и на долю фильма «Тёрнер и Хуч», где его партнёром выступил замечательный пёс.
Хотя в 1980-е годы Том Хэнкс снялся более чем в десяти картинах, самые удачные его роли относятся к 1990-м годам. Череда творческих побед началась лентой «Неспящие в Сиэтле» (1993), где актёр сыграл отца-одиночку, который под влиянием маленького сына находит новую любовь. Романтичность, душевность, чувствительность, склонность к рефлексии — вот черты, из которых складывалась индивидуальность его героя. Однако фильм «Их собственная лига» показал совсем другую сторону его дарования. Том Хэнкс был просто неотразим в роли грубого, вечно пьяного тренера, всем существом протестующего против необходимости тренировать женскую бейсбольную команду.
Неожиданным оказалось выступление Тома Хэнкса в фильме «Филадельфия» (1993), в котором он сыграл умирающего от СПИДа гомосексуала. Когда его исхудавший, измотанный болезнью герой бродит по комнате, прикованный к металлической стойке, на которой закреплён сосуд с кровью, он похож на тень. Критики писали с восторгом, что Хэнкс как бы повторил актёрский подвиг Роберта Де Ниро, когда ради убедительности создаваемого характера похудел на 10 килограммов. Эта роль принесла Хэнксу премию «Оскар».

### Успех в кино
Но главный триумф ждал его впереди. Фильм «Форрест Гамп», в котором Том Хэнкс исполнил главную роль, стал настоящей сенсацией 1994 года. Его герой — простоватый малый, с детства привыкший к насмешкам окружающих. Достаточно взглянуть на лицо Гампа с застывшим на нём выражением тупой сосредоточенности, чтобы понять, почему его зовут «местным дурачком». И тем не менее, Форрест Гамп сумел с достоинством и спокойствием перенести все выпавшие на его долю испытания. С явными признаками умственной отсталости с детства, он стал выдающимся игроком в пинг-понг и победителем чемпионата мира, проходившего в Китае, героем вьетнамской войны, миллионером, а также образцом для подражания. В картине затронуто тонкое чувство неразделённой любви. Фильм получил шесть «Оскаров».
Получив подряд два «Оскара», Хэнкс превратился в национального героя. Его следующим фильмом был «Аполлон-13», посвящённый неудачному полёту на Луну в 1970 году.
В 1996 году Том Хэнкс дебютировал в кино как режиссёр, сняв в подчёркнуто документальной манере историю молодёжного ансамбля, распавшегося после своего первого хита. «То, что ты делаешь» не стал большим откровением, хотя и заслужил благожелательную оценку со стороны критики.
В 2006 году вышел фильм «Код да Винчи», это один из самых успешных фильмов в карьере Хэнкса, фильм собрал более 750 миллионов долларов в прокате. В 2009 году вышел сиквел фильма «Ангелы и демоны», в 2016 году вышло продолжение «Инферно».

## Личная жизнь

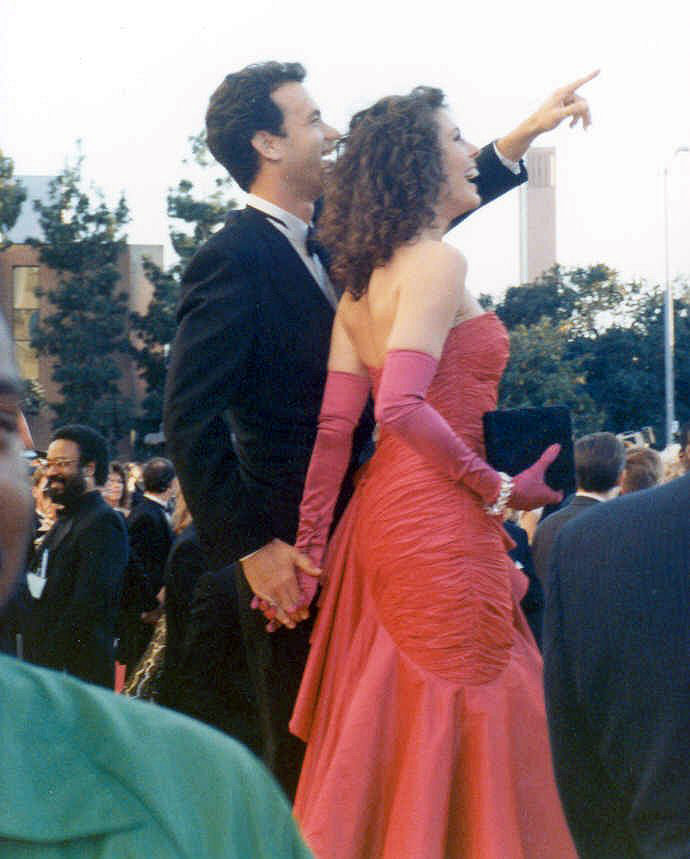
Хэнкс и его жена Рита Уилсон на премии «Оскар», 1989 год.

Хэнкс женился на актрисе Саманте Льюис в 1978 году, родившей от него двоих детей — сына Колина (род. 1977) и дочь Элизабет Энн (род. 1982). Они развелись в 1987 году.
В 1988 году Хэнкс женился на актрисе Рите Уилсон. Они познакомились на съёмках сериала «Закадычные друзья» в 1981 году и в 1985 году воссоединились на съёмках фильма «Волонтёры». У них двое сыновей — Честер Марлон Хэнкс (род. 4 августа 1990) и Труман Теодор Хэнкс (род. 26 декабря 1995). Старший сын Честер является музыкантом, фронтменом группы Something Out West. В 2025 году у коллектива вышел клип на песню "You Better Run", ссылающийся на сюжет фильма «Форрест Гамп» и в музыкальном видео снялся Том Хэнкс.
Хэнкс — православный христианин, является прихожанином и попечителем Собора Святой Софии Константинопольского Патриархата. Он перешёл в православие незадолго до того, как обвенчался со своей женой Ритой Уилсон.

Когда я хожу в церковь — а я в неё хожу — я обдумываю эту тайну. Я задаю себе несколько вопросов: «Почему?», «Почему люди такие, какие они есть?», «Почему плохие вещи случаются с хорошими людьми?» и «Почему хорошие вещи случаются с плохими людьми?». Я считаю, что эта тайна объединяет нас, ведь она создала ещё одну теорию о возникновении человечества.

В октябре 2013 года в эфире шоу Дэвида Леттермана Хэнкс признался, что болен сахарным диабетом 2-го типа.
В декабре 2019 года Хэнкс получил греческое гражданство. Паспорт гражданина Греции актёр получил только в августе 2020 года.

## Активизм и политические взгляды
Хэнкс поддерживает однополые браки и охрану окружающей среды. Он жертвовал деньги многим демократическим политикам; на выборах в 2008 и 2012 годах Хэнкс поддерживал Барака Обаму. На выборах в США в 2016 году он поддерживал кандидатуру Хиллари Клинтон.
Хэнкс открыто высказывал своё несогласие с принятым в 2008 году Предложением 8, определяющим брак исключительно как союз между мужчиной и женщиной. При поддержке Хэнкса и других несогласных с поправкой было собрано более 44 $ миллионов против собранных её сторонниками 39 $ миллионов, однако Предложение 8 прошло с 52 % голосов; оно было отменено лишь в 2013 году. Хэнкс назвал сторонников Предложения 8 «не-американцами» и раскритиковал Церковь мормонов за поддержку поправки и их взглядов на брак. Позже он извинился за свои слова, добавив, что «нет ничего более американского, чем голосование по совести».
После победы Дональда Трампа в президентских выборах 2024 года объявил об отъезде из страны и о своём возвращении только после окончания президентского срока Трампа.

## Признание и наследие
Хэнкс известен как дружелюбный и приятный человек в общении с поклонниками. Его часто называют «Папой Америки» (англ. America’s Dad).
Том Хэнкс занимает третье место среди самых прибыльных актёров в Северной Америке. По состоянию на 2018 год фильмы с участием Хэнкса суммарно собрали больше 9 миллиардов долларов выручки.
Член Американской академии кинематографических искусств и наук (2018).

## Награды и номинации
Помимо кинематографических наград, Том Хэнкс в 2016 году был награждён орденом Почётного легиона и Президентской медалью Свободы.